# (37754) 1997 CX15
1997 CX15 (asteroide 37754) é um asteroide da cintura principal. Possui uma excentricidade de 0.00996820 e uma inclinação de 1.12313º.
Este asteroide foi descoberto no dia 6 de fevereiro de 1997 por Spacewatch em Kitt Peak.